# دانيال هاكيت
دانيال هاكيت (بالإيطالية: Daniel Hackett)‏ مواليد 19 ديسمبر 1987 في فورليمبوبولي، إيطاليا، هو لاعب كرة سلة إيطالي بدأ مسيرته الاحترافية في سنة 2009 ويحمل الرقم 23.

## فرق لعب لها
- فيكتوريا يبرتاس بيزارو
- أولمبيا ميلانو
- نادي أولمبياكوس لكرة السلة

## روابط خارجية
- دانيال هاكيت على موقع الاتحاد الدولي لكرة السلة (الإنجليزية)
- دانيال هاكيت على موقع الدوري الأوروبي لكرة السلة (الإنجليزية)
- دانيال هاكيت على موقع كرة السلة الأوروبية.كوم (الإنجليزية)
- دانيال هاكيت على موقع DraftExpress.com (الإنجليزية)
- دانيال هاكيت على موقع كلية كرة السلة في سبورتس رفرنس.كوم (الإنجليزية)
- دانيال هاكيت على موقع ريلجم (الإنجليزية)
- دانيال هاكيت على موقع بروبوليرز (الإنجليزية)
- دانيال هاكيت على موقع سبورتس رفرنس (الإنجليزية)